# Верхнеломовецкий сельсовет
Верхнеломове́цкий сельсове́т — муниципальное образование в составе Долгоруковского района Липецкой области.

## География
Находится в юго-восточной части района в 17 км от села Долгоруково. На севере граничит с Долгушинским, на северо-западе с Жерновским, на юго-западе с Меньшеколодезским сельскими поселениями Долгоруковского района, на юге с Висло-Полянским сельским поселением Тербунского района, на востоке с Калабинским сельским поселением Задонского района.
По территории сельского поселения протекают река Снова, и ручьи Ломовечин и Лух (Ерик), а также множество мелких ручьёв. На юго-западе села Верхний Ломовец, а также на севере села Нижний Ломовец большие запруды.

## Население
| 2010 | 2011 | 2012 | 2013 | 2014 | 2015 | 2016 |
| ---- | ---- | ---- | ---- | ---- | ---- | ---- |
| 942  | →942 | ↘921 | ↘872 | ↘847 | ↘837 | ↗842 |
| 2017 | 2018 | 2021 |      |      |      |      |
| ↘835 | ↘831 | ↘717 |      |      |      |      |

## Состав сельского поселения
| № | Населённый пункт | Тип населённого пункта       | Население |
| - | ---------------- | ---------------------------- | --------- |
| 1 | Верхний Ломовец  | село, административный центр | →758      |
| 2 | Нижний Ломовец   | село                         | →184      |
| 3 | Сновская         | деревня                      | 0         |

## Местное самоуправление
Глава поселения Дорофеев Александр Васильевич. Телефон администрации поселения (47468) 2-32-21.

## Достопримечательности
- Церковь Рождества Христова в селе Нижний Ломовец.
- Храм Покрова Божией Матери в селе Верхний Ломовец.

## Культура и образование
В селе Верхний Ломовец находятся поселенческий центр культуры и досуга, а также библиотека. До начала 1990-х годов Дом культуры работал и в Нижнем Ломовце, но ныне о нём напоминают лишь развалины в центре села.
В поселении работает Верхнеломовецкая средняя школа (с 2010 года филиал МОУ СОШ села Меньшой Колодезь). При школе действует музей истории села. До 2006 года также действовала Нижнеломовецкая школа, была закрыта из-за низкой наполняемости. Ныне её помещение используется как овощехранилище.

## Общественные учреждения
В центре поселения действует отделение почтовой связи и сберегательного банка.

## Медицина
Фельдшерско-акушерские пункты в сёлах Верхний Ломовец и Нижний Ломовец.

## Сельское хозяйство
Основным производителем сельскохозяйственной продукции в поселении является ЗАО «Верный Путь».

## Транспорт
В поселение ежедневно курсирует автобус по маршруту Долгоруково — Н. Ломовец.